# 平成スポーツトレーナー専門学校
平成スポーツトレーナー専門学校（へいせいスポーツトレーナーせんもんがっこう）は、学校法人平成医療学園が運営する大阪市北区にあった専修学校。

## 沿革
全国に2100名の会員を擁する全国柔整鍼灸協同組合を母体とする本校では、「新しい時代のスポーツ・健康をサポートできる人間性豊かな平成のスポーツトレーナーを育成したい」という熱い想いで、平成15年に「平成スポーツトレーナー専門学校」を開校。
- 平成13年4月　文部科学省より認可を受け、学校法人平成医療学園 平成医療専門学校を創設。
- 平成15年4月　大阪府知事より認可を受け、学校法人平成医療学園 平成スポーツトレーナー専門学校を創設。
- 平成17年3月　平成スポーツトレーナー専門学校専門課程修了者に対して、文化・教養課程専門士の称号の付与が認められる。
- 平成22年3月　閉校。

## 学科
- アスレティックトレーニング学科

## 出身者
- 安藤麻里 - プロボクサー

## 所在地
- 〒531-0072 大阪市北区豊崎7-7-17

最寄り駅は、
- 阪急電鉄 中津駅
- Osaka Metro 御堂筋線 中津駅